# Prey Kabbas
Prey Kabbas är ett distrikt i Kambodja.   Det ligger i provinsen Takeo, i den södra delen av landet, 50 km söder om huvudstaden Phnom Penh.